# Aphidius phragnitei
Aphidius phragnitei är en stekelart som beskrevs av Lu och Ji 1993. Aphidius phragnitei ingår i släktet Aphidius och familjen bracksteklar. Inga underarter finns listade i Catalogue of Life.